# Birdsboro
Birdsboro ist ein Borough im Berks County, Pennsylvania. Das U.S. Census Bureau hat bei der Volkszählung 2020 eine Einwohnerzahl von 5.106 ermittelt. Birdsboro liegt etwa 13 km südöstlich von Reading und ist umgeben von den Townships Robeson, Exeter und Union.

## Sehenswürdigkeiten
Neben dem Geburtshaus von Daniel Boone existiert in Birdsboro die "Brooke Mansion", ein schlossartiges Haus, welches aus der Feder des Architekten Frank Furness entsprang.

## Geschichte
Birdsboro ist benannt nach seinem Gründer William Bird, der in den 1730er Jahren eine Schmiede aufbaute, der sich bald weitere metallverarbeitende Betriebe hinzugesellten, um 1760 war Birdsboro bereits eine kleine Stadt und entwickelte sich zu einem wichtigen Zentrum der Eisenverarbeitung in den späteren Vereinigten Staaten, insbesondere während des Amerikanischen Unabhängigkeitskrieges. 1872 wurde Birdsboro in den gleichnamigen Borough inkorporiert.

## Söhne und Töchter der Stadt
- Chad Hurley (* 1977), Geschäftsmann. Bekannt wurde er als einer der Gründer des Videoportals YouTube
- Die Stadt ist der Geburtsort von Daniel Boone (1734–1820), einem Pionier und Grenzer, der den so genannten Wilderness Trail erschloss und die Stadt Boonesborough in Kentucky gründete.